# Elecciones parlamentarias de Grecia de 1985
Las elecciones parlamentarias de Grecia de 1985, cuartas desde la democratización del país, tuvieron lugar el 2 de junio del mencionado año para renovar los 300 escaños del Consejo de los Helenos. Se realizaron con tres meses de anticipación por decisión del gobierno de Andreas Papandréu, aprovechando una supuesta crisis en la oposición por la negativa del gobierno socialista de reelegir a Constantino Karamanlis como presidente de la República.
El oficialista Movimiento Socialista Panhelénico (PASOK) obtuvo la victoria por mayoría absoluta, con el 45.82% de los votos y 161 escaños. Aunque recibió un considerable incremento de votos con respecto a las anteriores elecciones, el PASOK perdió once bancas ante el opositor Nueva Democracia (ND), que fuera de las expectativas logró perfilarse como una oposición sumamente fuerte con el 40.85% de los votos y 126 escaños. El Partido Comunista de Grecia (KKE) obtuvo el 9.89% de los votos y 12 escaños, perdiendo uno con respecto a las anteriores elecciones, mientras que una facción disidente del comunismo, el Partido Comunista de Grecia-Interior (KKE Int.) obtuvo un escaño con solo el 1.84% de los votos. Con este resultado, Andreas Papandréu fue reelegido como primer ministro de Grecia.
Los dos principales partidos políticos del país recibieron juntos el 86.67% de los votos, fortaleciendo aún más el bipartidismo.

## Contexto

### Antecedentes
En las anteriores elecciones, realizadas en 1981, el partido socialista PASOK obtuvo una aplastante victoria, llevando a Andreas Papandréu al cargo de primer ministro y desplazando por primera vez al partido Nueva Democracia del gobierno, protagonizando la primera transición pacífica de poder en casi dos décadas en la historia del país. Las promesas de campaña más radicales del PASOK fueron retirar a Grecia de la OTAN y del Mercado Común Europeo, al cual había ingresado unos meses antes de las elecciones. Aunque finalmente no hizo ninguna de las dos cosas, el primer gobierno de Papandréu sería posteriormente recordado, según una encuesta posterior como "el mejor gobierno que Grecia haya tenido" en lo que respecta al período democrático iniciado en 1974. Se realizaron diversas reformas de carácter socioliberal: legalización del matrimonio civil, una nueva ley de familia y la nacionalización de empresas privadas menores.

### Adelantamiento
Pese a que el régimen político griego era de facto una democracia parlamentaria, la constitución de 1975, aprobada durante el primer gobierno de Constantino Karamanlis, (del partido centroderechista Nueva Democracia) daba al presidente de la República amplios poderes en virtud de un artículo "interpretable" donde se definía al país como "democracia parlamentaria y presidencial" o "democracia parlamentaria y republicana" (el término griego δημοκρατία puede tener ambos significados). Karamanlis fue elegido presidente el 15 de mayo de 1980, después de renunciar al cargo de primer ministro, con su mandato destinado a finalizar el mismo día en 1985. Tras la victoria del PASOK en 1981, aunque las funciones presidenciales eran en la práctica ceremoniales, los problemas por la cohabitación entre Karamanlis y Papandréu fueron palpables durante este período.
El 10 de marzo de 1985, ante la imposibilidad de obtener la reelección en un parlamento dominado por el PASOK, Karamanlis dimitió como presidente dos meses antes de terminar su mandato. El 30 de marzo, el candidato del PASOK, Christos Sartzetakis, obtuvo la aprobación del legislativo y se convirtió en el nuevo presidente. Voces dentro del partido sugirieron a Papandréu que aprovechara la crisis opositora ante la caída de Karamanlis para anticipar las elecciones parlamentarias (destinadas a realizarse a más tardar el 13 de octubre) y aprovechar la buena situación económica y política. El 3 de abril, finalmente, el gobierno confirmó el adelanto de los comicios para junio.

### Campaña
Durante el período previo al anuncio del anticipo de las elecciones, en marzo de 1985, tanto Papandréu como el líder de la oposición, Constantinos Mitsotakis, dieron conferencias de prensa televisadas afirmando que el principal problema de la política exterior griega eran las relaciones tensas con Turquía por el conflicto de la isla de Chipre. Estas conferencias fueron vistas como "la inauguración de una campaña electoral que todavía no empezaba". Papandréu cuestionó la situación con Turquía como "paradójica", declarando que mientras tenían excelentes relaciones con Yugoslavia y Albania, sus vecinos comunistas y teóricamente enemigos, el "principal peligro" para la estabilidad de Grecia era Turquía, un teórico aliado dentro de la OTAN. Mitsotakis discrepó de Papandréu y afirmó que, si Nueva Democracia ganaba las elecciones, cesaría los ataques contra el gobierno turco e iniciaría inmediatamente negociaciones de paz.
El partido Nueva Democracia experimentaba efectivamente una crisis de liderazgo. Tras la derrota de 1981, el ex primer ministro Giorgios Rallis renunció como líder del partido y fue reemplazado por Evangelos Averoff, quien se mantuvo en el cargo hasta 1984, cuando lo sucedió Constantinos Mitsotakis. Su campaña se basó en promover un recortes de impuestos y una liberalización casi absoluta de la economía. Mitsotakis acusó al gobierno de Papandréu de ser comunista, y declaró que las intenciones del gobierno del PASOK de reformar la constitución eran una treta con el objetivo final de establecer un régimen "similar al de Muamar el Gadafi o Fidel Castro". El 21 de mayo, Mitsotakis desafió a Papandréu a un debate televisado, solicitud que fue rechazada por el jefe de Gobierno, argumentando que no era necesario porque "ya sabemos las posturas políticas del otro".
A diferencia de la anterior campaña, donde la política exterior jugó un papel importante, en esta predominaron las cuestiones económicas, y los socialistas se dieron crédito por reducir la inflación, distribuir la riqueza de manera más equitativa y proporcionar mejores servicios sociales y de salud. La oposición, por su parte, declaró que Papandréou había inhibido el crecimiento del país debido a la excesiva interferencia estatal en asuntos fiscales.
Un mes antes de las elecciones, el 7 de mayo, el gobierno de Papandréu dio los primeros pasos a trasladar todos los poderes presidenciales al primer ministro, votando una reforma que le quitaría al jefe de Estado el derecho de destituir al jefe de Gobierno y declarar la guerra, obteniendo 186 votos a favor y 114 en contra. La bancada de Nueva Democracia rechazó unánimemente la propuesta, mientras que el PASOK logró pasar la votación gracias al apoyo de los 12 diputados del Partido Comunista de Grecia.

## Resultados
|  | 45.82 % |

|  | 40.85 % |

|  | 9.89 % |

|  | 1.84 % |

|  | 0.60 % |

|  | 0.17 % |

|  | 0.16 % |

|  | 0.16 % |

|  | 0.11 % |

|  | 0.08 % |

|  | 0.08 % |

|  | 0.06 % |

|  | 0.00 % |

|  | 0.00 % |

|  | 0.00 % |

|  | 0.00 % |

|  | 0.00 % |

|  | 0.17 % |

|  | 79.10 % |